# Аминов, Файзрахман Абдрахманович
Файзрахма́н Абдрахма́нович Ами́нов (тат. Файзрахман Габдерахман улы Әминов; 28 июля (10 августа) 1908 — 20 ноября 1984) — татарский советский художник, иллюстратор и живописец. Член Союза художников СССР (1945). Заслуженный деятель искусств Татарской АССР (1972). Заслуженный художник РСФСР (1984).

## Биография
Файзрахман Абдрахманович Аминов родился 10 августа (28 июля) 1908 года в городе Кунгур Пермской губернии (ныне Пермский край). Родители будущего художника родились и выросли в селах вблизи Казани (отец - Габдрахман был из села Танай, мать - Зихнекамал из села Малые Кайбицы). Файзрахман окончил 8-ю татаро-башкирскую семилетнюю школу в Перми. В 1930 году окончил Пермский художественный техникум. В 1931—1933 годах работал художником-декоратором в Пермском городском театре, а затем переехал в Ленинград, где жил и работал до конца жизни. В 1948 году получив диплом Ленинградского института живописи, скульптуры и архитектуры им. И.Е.Репина, где совершенствовался в мастерской профессора живописи Рудольфа Френца, вступил в Союз художников СССР. В 1952—1953 гг. преподавал в Ленинградском Высшем художественно-промышленном училище.

## Творчество
С 1933 до конца 1950-х годов художник работал в жанрах тематической картины, пейзажа, создал серию портретов, в том числе героев Великой Отечественной войны. Продолжая героическую тематику, в 1959 году Аминов написал драматические по содержанию холсты «Салават Юлаев», «Муса Джалиль», «Прощание товарищей». В 1960 году он создаёт серию акварелей по мотивам произведений классика татарской литературы Габдуллы Тукая (сказка «Коза и баран», поэма «Водяная»), а также графические листы (тушь, перо) к его стихам «Плешивый». В иллюстрациях к поэме Тукая «Шурале», созданных в 1960-1970-е годы, автору удалось синтезировать достижения художников объединения «Мир Искусства» и лучшие традиции татарской книжной графики. Тукаю посвящены и некоторые станковые работы Аминова («Тукай в Кырлае», «Шуралинский лес»). Им также выполнены портреты представителей татарской интеллигенции Ленинграда.
С 1940 года он принимал участие в областных, зональных, зарубежных выставках. Персональные выставки Файзрахмана Аминова проходили в Оренбургском музее изобразительных искусств (1972), Музее изобразительных искусств ТАССР (Казань, 1972); Музее Алишера Навои (Ташкент) и в Москве (1978).

## Награды и звания
- 1972 — Заслуженный деятель искусств Татарской АССР
- 1984 — Заслуженный художник РСФСР

## Семья
- жена Рабига
  - дети: Файзулла и Фахим